# Лінгвістичний музей КНУ імені Тараса Шевченка
Лінгвістичний міжфакультетський музей Київського національного університету імені Тараса Шевченка — перший у світі музей мов та мовознавства з унікальним, відпрацьованим тут досвідом синоптичного викладання.

## Історія музею
Перші експонати лінгвістичного музею були зібрані у колекцію фонозаписів у 1950-ті роки завідувачем кафедри загального мовознавства та класичної філології Київського державного університету імені Тараса Шевченка Андрієм Олександровичем Білецьким.
У 1970-х роках керівник діалектологічною експедицією, доцент Київського університету ім. Тараса Шевченка Костянтин Миколайович Тищенко значно розширив та перезаписав колекцію свого вчителя. Згодом він організовує щорічні виставки цих фондів.
1992 року ректор Київського державного університету імені Тараса Шевченка Скопенко Віктор Васильович став ініціатором створення на базі експонатів цих виставок першого у світі Лінгвістичного навчального музею.
10 лютого 2010 року Лінгвістичний музей відвідав Президент України Віктор Ющенко.
Завідував музеєм його засновник, професор кафедри Близького Сходу Костянтин Миколайович Тищенко.